# ベア・ナックルIV
『ベア・ナックルIV』（ベア・ナックルフォー、英題：Streets of Rage 4）は、DotEmu, Lizardcube, Guard Crush Gamesが共同で開発したベルトスクロールアクションゲームである。
本作はセガの『ベア・ナックル』シリーズの第4作であり、『ベア・ナックル3』の10年後の世界を描いている。
本作は、2020年4月30日にMicrosoft Windows, Nintendo Switch, PlayStation 4, Xbox One用ソフトとして発売されたほか、同年7月30日にはポスターとサントラを同梱したスペシャルエディションも販売された。

## あらすじ
『ベア・ナックル3』でMr.Xの野望が潰え、ウッド・オークシティに平和が戻った。
だが、10年後、Mr.Xの子どもたちであるY姉弟が現れ、洗脳作用のある音楽を用いて街を支配下に置こうとする。
ブレイズ・フィールディングはかつての仲間であるアクセル・ストーンとアダム・ハンター、アダムの娘のチェリー、ドクター・ザンの弟子であるサイボーグのフロイド・イライアとともにY姉弟に立ち向かう。

## システム
ベルトスクロールアクションゲームである本作は、オフラインでは最大4人まで遊べるほか、オンラインでは最大2人まで遊ぶことができる。

プレイヤーは、素手の他に、使い捨ての武器やアイテムなどを用いて押し寄せる敵を倒すことができる。
プレイヤーキャラクターには通常攻撃や投げのほかに、スペシャル攻撃とスーパー奥義が割り当てられている。
スペシャル攻撃は発動時に体力を消費した後、回復するという仕組みになっているが、途中でダメージを受けると消費分が確定する仕組みとなっている。
スーパー奥義は無敵技であり、ステージ内のスターを集めることで発動できる。
本作では、初めて誰かがダメージを受けるまでジャグリングを続けることによって、コンボカウントが継続されて獲得スコアが増える仕組みが取り入れられた。
メインモードであるストーリーモード（全12ステージ）をクリアした後、1回でのクリアを目指す「アーケード」、ボスとの連戦である「ボスラッシュ」といった隠しモードが解放される。また、クリア後に任意のステージを再び遊ぶこともできる。
さらに本作では、ブレイズら4人、ステージ進行中で出現しアンロックされるアダム、また追加DLCで使用できるボス達3人に加え、プレイヤーの通算スコアによって歴代作品の主人公が使えるようになる「レトロモード」がある。
これらのキャラクターの出典となる作品のシステムも取り入れられており、例えば第一作『ベア・ナックル 怒りの鉄拳』の主人公を選択した場合、他の警官を呼び出して応戦してもらうことができる。その代わり、これらのキャラクターは本作の独自システムであるスペシャル技がなく、通常攻撃とスーパー奥義のみが主な攻撃手段となる。
本作では『I』と『II』の音楽を流すこともできる。

## 開発
セガの『モンスターワールドII ドラゴンの罠』のリメイク版『ワンダーボーイ ドラゴンの罠』の成功を受け、開発元のLizardCubeと販売元のDotEmuは、セガに『ベア・ナックル』シリーズの新作について相談した。
セガは承諾し、Dotemuにライセンスを与えた。2018年初頭より開発が始まり、同年8月に製作発表が行われた。
開発はLizardCubeとDotEmuの3社から来た5人が中心となって進められた。
本作の開発において、LizardCubeはグラフィックを、DotEmuはパブリッシングや微調整をそれぞれ担当した。
そして、『Streets of Fury』というベルトスクロールアクションゲームの開発実績を持つGuard Crush Gamesは、ゲームエンジンの構築やプログラミングを担当した。
さらに、PlayStation 4とNintendo Switch版の開発にはSeaven Studioが、Xbox OneおよびWindows 10版の開発にはBlitWorksがそれぞれ参加した。
本作の初期プレイヤーキャラクターのアニメーションにはおよそ1,000フレームが用いられ、敵キャラクターには300から400程度のフレームが用いられた 。

### プレイヤーキャラクターの制作
プロトタイプの制作を始めた段階ではまだキャラクターができていなかったため、ゲームエンジンのテストを行う際、ゲームデザイナーのJordi Asensioはシリーズの過去作品から抜き出したキャラクターのスプライトを用いた。
その後、本作の手書きイラストと過去作品のドット絵が混在する様子が面白いことに気づいた開発チームは、過去作品のキャラクター群もドット絵のままプレイアブル化することを決めた。
DotEmuのエグゼクティブプロデューサーのCyrille Imbertは、歴代作品の主人公のプレイアブル化に苦労したことをPlayStation Blogの中で振り返っている。
開発チームは最初に、これらのキャラクター一人につき、約1,500種類のフレームを取り出し、これらをアニメーションを再構築した。次に、これらのキャラクター群の動作や攻撃判定などを調査し、本作のシステムに合わせる形で実現していった。
一部のキャラクターは仕様の違いから再現に時間がかかったものの、最終的には本作に適合させることに成功した。
一方で、『ベア・ナックルIII』の隠しプレイヤーキャラクターであるビクティの参戦は見送られた。
また、『忍 -SHINOBI-』シリーズの主人公ジョー・ムサシもプレイヤーキャラクターとして用意される予定だったが、セガ側の許可が下りなかったため見送られた。

## 音楽
開発初期のテストの時点では、新しい曲がなかったため、「Go Straight」をはじめとする『ベア・ナックルII』の楽曲を仮曲として用いた。開発チームはグラフィックと同様、従来作品のような雰囲気の曲が欲しいと考え、現代の音楽と懐古的な16ビット機時代の音楽を融合させることを思いついた。この音楽は本作の雰囲気に合っていたため、正式に方針として取り入れられた。
本作の楽曲の多くはオリビエ・ドリヴィエールが担当したほか、シリーズ作品を手掛けた川島基宏と古代祐三や、下村陽子、山岸継司、藤田晴美、 Das Mörtal,Groundislavaといったゲスト作曲家たちが参加している 。
当初、古代はプロジェクトに参加しなかったが、2019年6月に日本で開かれたインディーズゲームの見本市BitSummitにて参加を決めた。
古代は、本作の楽曲制作にあたり、今までやりたくてもできなかったことを再現するという方針を立てたと、Youtubeで公開されたインタビュー動画の中で話しており、当時の雰囲気を求めるファンが多いことから、その時の音源も使いたいとも述べている。
本作のサウンドトラックは2020年4月30日にブレイブウェーブによってデジタル配信され、Limited Run GamesからはCDが発売された 。
また、パッケージ版の一部エディションにはサウンドトラックCDが付属しているほか、予約特典として『ソニックマニア』の作曲家として知られるTee LopesによるリミックスCDが付属している。

## 販売
本作は2020年4月30日に Microsoft Windows、Nintendo Switch、PlayStation 4、Xbox One 用ソフトとして配信された。
これとは別に、Limited Run GamesからPS4・Switch向けに特典付きのパッケージ版が発売された。
また、Signature Editionと名乗る別の会社からもPS4・Switch・Xbox One向けの豪華版の販売が予定されている。
本作の日本語化は架け橋ゲームズが担当した。
さらに、3gooから日本独自のパッケージ版である『ベア・ナックルIV スペシャルエディション』が7月30日に発売された。

## 評価
Metacriticでは、いずれのバージョンも好意的に受け入れられていることが示された。
イギリスの新聞・メトロは、ベルトスクロールアクションシリーズの復帰作として素晴らしい仕上がりを見せたとし、これまで同じようにすごく面白いと評価している 。
オーストラリアの新聞・シドニー・モーニング・ヘラルドのLeo Faiermanは、「ビジュアル・サウンド・システムからは、従来作品のように限界に挑む姿勢が見られなかったが、この十年におけるノスタルジアと革新の両立は印象深い」（"the visuals, sounds and mechanics aren't as envelope-pushing in 2020 as the originals were in the early '90s, but the balance between embracing nostalgia and reformulating the brawler for the current decade is struck wonderfully."）と評価している。
GameSpotのハイジ・ケンプス（Heidi Kemps）は、ビジュアル・サウンド・プレイフィールを評価し、「プレイ時間は短いかもしれないけど、あなたとそのお友達なら、何度でも遊びたくなるでしょう」と述べている。
Easy Allies のMichael Huber は本作をシリーズの再生に成功したと述べ、戦闘システムや音楽を評価した一方、オンライン要素に難があると指摘した。
ライターのBRZRKはファミ通に寄せた記事の中で、爽快なアクションや適度な難易度曲線を評価しており、プレイ時間は短いものの、何度も遊びたくなる作品であると述べている。
また、BRZRKは本作のBGMについても評価しており、音色は異なるものの90年代のハウス・ミュージックらしさが出ていると評している。
ライターの戸塚伎一はファミ通に寄せた記事の中で、敵への攻撃が成功したときの快感が極めて大きいと同時に、シリーズのだいご味である試行錯誤も楽しいと評価している。また、戸塚は本作の音楽についても、現代のゲーム音楽としての性質とシリーズらしさを両立していると評価している。一方で、戸塚は『III』で自分を模したロボットを用意するほど自己愛の強かったミスターXに後継ぎがいたという設定に違和感を感じたと指摘している。さらに、戸塚は「レトロモード」について、ファンにとって懐かしいだろうとしつつも、ドットで構成された過去作のキャラクターのグラフィックが他のグラフィックから著しく浮いているともしており、この大真面目に見えてどこかとぼけたところもシリーズらしさを体現しているのかもしれないと述べている。
同じくファミ通に本作のレビュー記事を寄せた喫茶板東は本作の快適な操作性について評価し、レトロモードについても違和感が面白いと語っている
Game*SparkのMr.Katohは、オーソドックスなベルトスクロールアクションゲームの面白さが発揮されていると述べ、明快な操作性などを評価している。
龍田優貴はWhat's In Tokyoによせたレビュー記事の中で、『ベア・ナックル』らしさがよく表れた、懐かしくも新しい作品に仕上がったと評価している。
IGNのデイル・ドライバー（Dale Driver）は、本作について、四半世紀前の過去に囚われている感じが否めなかったと述べている 。また、Game InformerのJoe Juba も「90年代のオマージュであると同時に、その時代に囚われている感じもした」と述べている。